# 赤塚 (板橋区)
赤塚（あかつか）は、東京都板橋区の町名。現行行政地名は赤塚一丁目から八丁目。全域で住居表示が実施されている。

## 地理
板橋区西部に位置し、主として武蔵野台地の北東端で、関東ローム層に覆われる一帯に位置する。北部で三園、東部で大門、四葉、徳丸、南部で赤塚新町、西部で成増と接する。埼玉県境からは約300mとなっている。

### 広域地名
「赤塚地区」と指す場合、一般的には赤塚新町（あかつかしんまち、郵便番号175-0093）も一体として認識されることがある。広義には、かつての赤塚村の範囲である赤塚新町・成増・三園・徳丸・四葉・大門・高島平・新河岸を含めて赤塚地域、赤塚地区と呼ぶこともある。また（荒川低地の）三園、高島平、新河岸を除いた部分を指す場合もある。

### 地価
住宅地の地価は、2025年（令和7年）1月1日の公示地価によれば、赤塚1-23-15の地点で44万4000円/m2、赤塚2-25-31の地点で48万7000円/m2、赤塚3-38-6の地点で48万2000円/m2、赤塚5-18-11の地点で38万2000円/m2、赤塚8-4-42の地点で37万3000円となっている。

## 歴史
数百年前からの赤塚郷6ヵ村（上赤塚・下赤塚・成増・徳丸・徳丸脇・四ッ葉）は1871年（明治4年）11月に浦和県（現埼玉県）から東京府に編入され、1889年（明治22年）北豊島郡赤塚村に統合（6ヵ村の各名称は大字として継承）、そして昭和7年、東京市に編入され板橋区となった際に大字の各名称はほぼ町名に移行。
おおむね成増駅に近い西側地域（赤塚三～五丁目、三園）が上赤塚町、下赤塚駅に近い東側地域（赤塚一～二、六～八丁目、大門、高島平四、五丁目）が下赤塚町であった（どちらも南北に長い）。昭和40年代になって荒川低地の水田地帯、通称「赤塚たんぼ」「徳丸たんぼ」の土地区画整理事業が進められて高島平となり、高台の上赤塚と下赤塚は赤塚に統合された。
1970年12月18日 - 赤塚3丁目の上赤塚派出所が過激派から襲撃を受ける事件（上赤塚交番襲撃事件）が発生。

### 地名の由来
「赤塚」という塚があったことによるという。

## 世帯数と人口
2025年（令和7年）3月1日現在（板橋区発表）の世帯数と人口は以下の通りである。
| 丁目       | 世帯数     | 人口     |
| ---------- | ---------- | -------- |
| 赤塚一丁目 | 2,333世帯  | 3,887人  |
| 赤塚二丁目 | 3,715世帯  | 6,006人  |
| 赤塚三丁目 | 3,387世帯  | 5,110人  |
| 赤塚四丁目 | 2,440世帯  | 4,380人  |
| 赤塚五丁目 | 1,915世帯  | 3,726人  |
| 赤塚六丁目 | 2,408世帯  | 4,284人  |
| 赤塚七丁目 | 1,941世帯  | 3,601人  |
| 赤塚八丁目 | 630世帯    | 1,435人  |
| 計         | 18,769世帯 | 32,429人 |

### 人口の変遷
国勢調査による人口の推移。
| 年                 | 人口   |
| ------------------ | ------ |
| 1995年（平成7年）  | 28,381 |
| 2000年（平成12年） | 29,355 |
| 2005年（平成17年） | 29,683 |
| 2010年（平成22年） | 30,502 |
| 2015年（平成27年） | 30,890 |
| 2020年（令和2年）  | 31,889 |

### 世帯数の変遷
国勢調査による世帯数の推移。
| 年                 | 世帯数 |
| ------------------ | ------ |
| 1995年（平成7年）  | 13,281 |
| 2000年（平成12年） | 14,493 |
| 2005年（平成17年） | 14,878 |
| 2010年（平成22年） | 15,757 |
| 2015年（平成27年） | 16,365 |
| 2020年（令和2年）  | 17,468 |

## 学区
区立小・中学校に通う場合、学区は以下の通りとなる（2021年8月時点）。
| 丁目       | 番地                          | 小学校                 | 中学校                 |
| ---------- | ----------------------------- | ---------------------- | ---------------------- |
| 赤塚一丁目 | 全域                          | 板橋区立下赤塚小学校   | 板橋区立赤塚第一中学校 |
| 赤塚二丁目 | 1～30番                       | 板橋区立下赤塚小学校   | 板橋区立赤塚第三中学校 |
| 赤塚二丁目 | 31～41番                      | 板橋区立赤塚小学校     | 板橋区立赤塚第三中学校 |
| 赤塚三丁目 | 1～3番 11～14番               | 板橋区立赤塚小学校     | 板橋区立赤塚第三中学校 |
| 赤塚三丁目 | 4～10番 31〜32番              | 板橋区立赤塚小学校     | 板橋区立赤塚第二中学校 |
| 赤塚三丁目 | 16～30番 33～41番             | 板橋区立成増ヶ丘小学校 | 板橋区立赤塚第二中学校 |
| 赤塚四丁目 | 5〜6番 13～16番               | 板橋区立成増ヶ丘小学校 | 板橋区立赤塚第二中学校 |
| 赤塚四丁目 | 18～39番                      | 板橋区立三園小学校     | 板橋区立赤塚第二中学校 |
| 赤塚四丁目 | 1～4番 7～12番 17番           | 板橋区立赤塚小学校     | 板橋区立赤塚第二中学校 |
| 赤塚五丁目 | 全域                          | 板橋区立赤塚小学校     | 板橋区立赤塚第三中学校 |
| 赤塚六丁目 | 7～9番 18～31番 35～40番      | 板橋区立赤塚小学校     | 板橋区立赤塚第三中学校 |
| 赤塚六丁目 | 1～6番 10～17番 32～34番      | 板橋区立下赤塚小学校   | 板橋区立赤塚第三中学校 |
| 赤塚七丁目 | 5～8番 13～18番 20〜21番 24番 | 板橋区立下赤塚小学校   | 板橋区立赤塚第三中学校 |
| 赤塚七丁目 | 1～4番 9～12番                | 板橋区立下赤塚小学校   | 板橋区立赤塚第一中学校 |
| 赤塚七丁目 | 19番 22〜23番 25～28番        | 板橋区立赤塚小学校     | 板橋区立赤塚第三中学校 |
| 赤塚八丁目 | 全域                          | 板橋区立赤塚小学校     | 板橋区立赤塚第三中学校 |

## 事業所
2021年（令和3年）現在の経済センサス調査による事業所数と従業員数は以下の通りである。
| 丁目       | 事業所数  | 従業員数 |
| ---------- | --------- | -------- |
| 赤塚一丁目 | 91事業所  | 592人    |
| 赤塚二丁目 | 173事業所 | 1,010人  |
| 赤塚三丁目 | 102事業所 | 703人    |
| 赤塚四丁目 | 64事業所  | 362人    |
| 赤塚五丁目 | 63事業所  | 324人    |
| 赤塚六丁目 | 97事業所  | 793人    |
| 赤塚七丁目 | 70事業所  | 488人    |
| 赤塚八丁目 | 27事業所  | 190人    |
| 計         | 687事業所 | 4,462人  |

### 事業者数の変遷
経済センサスによる事業所数の推移。
| 年                 | 事業者数 |
| ------------------ | -------- |
| 2016年（平成28年） | 707      |
| 2021年（令和3年）  | 687      |

### 従業員数の変遷
経済センサスによる従業員数の推移。
| 年                 | 従業員数 |
| ------------------ | -------- |
| 2016年（平成28年） | 3,815    |
| 2021年（令和3年）  | 4,462    |

## 交通

### 鉄道
- 東武鉄道
  - 東上線：下赤塚駅

各駅停車のみ停車する。
- 東京地下鉄（東京メトロ）
  - 有楽町線：地下鉄赤塚駅
  - 副都心線：地下鉄赤塚駅

各駅停車および通勤急行が停車する。
地下鉄赤塚駅は赤塚新町の国道254号（川越街道）地下にあるが、当町域からも利用可能である。

### バス
- - 下赤03 - 下赤塚駅～高島平駅～高島平操車場（国際興業）
  - 赤02 - 成増駅北口～赤羽駅西口（国際興業）
  - 赤02-2 - 成増駅北口～志村三丁目（国際興業）
  - 増14 - 成増駅～下笹目（国際興業）
  - 増17 - 成増駅～三園～高島平操車場（国際興業）
  - 高01・高01-2 - 成増駅～西高島平駅～赤塚公園～高島平操車場（国際興業）
  - 石03-2 - 練馬北町車庫～成増駅南口～石神井公園駅（国際興業）
  - 練馬01 - 光が丘駅循環（国際興業）
  - 練47 - 練馬駅～下赤塚駅～成増駅（西武バス）

### 道路
- 17号線（新大宮バイパス）
- 東京都道446号長後赤塚線（松月院通り）
- 赤塚中央通り

## 施設
- 板橋区赤塚庁舎
- 板橋区役所赤塚支所
- 板橋区立赤塚図書館
- 松月院
- 東京大仏（乗蓮寺）
- 赤塚城址
- 板橋区立美術館
- 板橋区立郷土資料館
- 板橋区立赤塚植物園
- 板橋区立赤塚溜池公園

## その他

### 日本郵便
- 郵便番号 : 175-0092[3]（集配局 : 板橋西郵便局[18]）。